# Macbeth (Bloch)
Macbeth ist eine Oper (Originalbezeichnung: Lyrisches Drama) in einem Prolog und drei Akten in sieben Bildern von Ernest Bloch (Musik) mit einem französischen Libretto von Edmond Fleg. Sie wurde am 30. November 1910 an der Opéra-Comique in Paris uraufgeführt.

## Handlung

### Prolog
Auf einer vom Wind umtosten Heide in der Nähe eines Schlachtfelds erscheinen im Dämmerlicht drei Hexen und besingen die Gefallenen. Die siegreichen Feldherren Macbeth und Banquo nähern sich ihnen und lassen sich die Zukunft voraussagen. Die Hexen prophezeien: Macbeth werde Thane von Glamis und Cawdor und eines Tages auch König sein. Banquo dagegen sei geringer als Macbeth, aber doch größer – weniger glücklich, aber glücklicher. Er werde zwar nicht selbst König werden, aber königliche Kinder haben. Die erste Vorhersage erfüllt sich schnell. Kurz nachdem sich die Hexen entfernt haben, bringt Macduff die Nachricht, dass König Duncan Macbeth zum Thane von Cawdor ernannt habe, da der bisherige Inhaber des Titels sich während der Schlacht als Verräter erwiesen hat.

### Erster Akt
Erstes Bild
In seinem Schloss erzählt Macbeth seiner Frau von den Geschehnissen. Lady Macbeth drängt ihn, alle Skrupel beiseitezulegen, um seine Ziele zu erreichen. Ein Diener meldet die Ankunft des Königs, der in Macbeths Schloss übernachten wolle. Macbeth geht ihm mit dem Diener entgegen. Allein zurückgeblieben beschließt Lady Macbeth den Tod des Königs. Macbeth kommt mit König Duncan und anderen Edelleuten zurück. Nach einer freundlichen Begrüßung erklärt der König, von nun an gemeinsam mit seinem Sohn Malcolm regieren zu wollen. Dieser solle später auch die Thronfolge antreten. Die Gäste werden von Lady Macbeth zu ihren Quartieren geführt. Macbeth bleibt erschüttert zurück. Als seine Frau zurückkehrt, teilt er ihr seine Gewissensbisse mit. Sie jedoch verlangt von ihm, den König zu ermorden und plant, seine Diener mit einem Trank zu betäuben.
Zweites Bild
Eine ruhige Nacht im Schlosshof. Der Himmel ist wolkenbehangen. Die Szene verdunkelt sich stetig. Banquo konnte nicht schlafen, da er von bösen Gedanken geplagt wurde. Er betritt den Hof und begegnet dort Macbeth und einem Diener. Er erzählt, dass er in der vorigen Nacht von den Hexen geträumt habe und entfernt sich wieder. Macbeth schickt den Diener zu seiner Frau, um ihr zu sagen, dass sie die Glocke läuten solle, wenn der Trank bereit sei. Macbeth ist nun allein. Er betrachtet seinen Dolch und grübelt über die bevorstehende Tat nach. Da erklingt das vereinbarte Signal. Macbeth macht sich auf den Weg, den Mord auszuführen. Nach einer Weile erscheint Lady Macbeth und erwartet gedankenvoll seine Rückkehr. Nach vollbrachter Tat kommt Macbeth in den Hof. Lady Macbeth ist besorgt, weil sie Stimmen gehört hat. Da Macbeth nicht mehr zurechnungsfähig ist, kümmert sie sich selbst um das Problem. Sie kehrt kurz ins Schloss zurück, um die Gesichter der schlafenden Wachen mit Blut zu beschmieren und so den Verdacht abzulenken. Nachdem beide gegangen sind, erscheint der Torhüter und singt ein Lied. Macduff und Lennox kommen, um den König zu wecken. Während Lennox sich mit Macbeth unterhält, entdeckt Macduff den Toten und schlägt Alarm. Weil er einen Verrat befürchtet, ruft er die Söhne des Königs zu sich, um sie in Sicherheit zu bringen. Nach einem allgemeinen Aufruhr endet die Szene mit den Betrachtungen eines alten Mannes, der in seinem langen ereignisreichen Leben noch nie eine vergleichbare Nacht erlebt hat.

### Zweiter Akt
Erstes Bild
Der neue König Macbeth sorgt sich in seinem Schloss wegen der Vorhersage über Banquos Nachfahren. Er hat den Mord an Duncan schließlich nicht begangen, damit dessen Kinder davon profitieren. Daher dingt er zwei Mörder, die Banquo und seinen Sohn Fléance töten sollen. Während sich die Mörder etwas zurückziehen und dem Gespräch zuhören, führt Lady Macbeth die beiden genannten herein. Macbeth befragt sie nach ihren Plänen. Sie entfernen sich wieder, gefolgt von den Mördern. Unter Fanfarenklang betreten Lennox und andere Edelleute den Saal. Macbeth befragt sie nach Gerüchten, dass Macduff nach England ins Exil gegangen sei. Das soll ihn aber nicht beunruhigen, denn jetzt sei Zeit zum Feiern. Während sich die Gäste zur Festtafel begeben, erscheint einer der Mörder und berichtet Macbeth, dass Banquo tot sei, sein Sohn Fléance jedoch entkommen konnte. Macbeth versucht, die üblen Gedanken abzuschütteln, um an der Feier teilzunehmen. Da erscheint plötzlich auf seinem Platz am Tisch der Geist Banquos, den die anderen jedoch nicht sehen können. Lady Macbeth versucht, die Gäste zu beruhigen. Der Geist verschwindet wieder. Nachdem die Gäste gegangen sind, bemüht sich Lady Macbeth, ihren Mann zur Ruhe zu bringen. Aber er wird erneut von der Erscheinung heimgesucht und beschließt in seiner Angst, auch Malcolm, Macduff und deren Familien zu töten.
Zweites Bild
Lady Macduff und ihr Sohn beklagen die Flucht Macduffs, der in England ein Heer aufbauen will. Die von Macbeth gedungenen Mörder dringen ein und töten die beiden. Macduff trifft ein, kann jedoch nur noch Rache schwören.

### Dritter Akt
Erstes Bild
In einer finsteren Höhle sitzen die Hexen bei einem Kessel am Feuer und beschwören Beelzebub und Luzifer. Macbeth tritt ein und verlangt Antworten. Nach dem Auftauchen verschiedener Erscheinungen warnen sie ihn vor Macduff und weissagen, dass Macbeth nicht besiegt werden könne, es sei denn, der große Wald von Birnam marschiere auf der Höhe von Dunsinane gegen ihn. Macbeth ist beruhigt, denn er hält es für unmöglich, dass sich die Bäume aus freiem Willen bewegen.
Zweites Bild
Ein Saal im Schloss Macbeths. Durch eine Galerie ist der Wald von Birnam zu sehen. Lady Macbeth nähert sich schlafwandelnd mit einem Leuchter in der Hand. Sie phantasiert und glaubt in ihrem Wahnsinn, eine Glocke zu hören und überall Blut zu sehen, das sie nicht entfernen kann. Nachdem sie das Zimmer verlassen hat, tritt Macbeth mit Edelleuten und anderem Gefolge ein. Ein Diener meldet, dass sich ein gewaltiges Heer von zehntausend Soldaten nähere. Macbeth glaubt ihm nicht und lässt Lennox rufen, der die Meldung jedoch bestätigt. Macbeth lässt sich seine Rüstung bringen und ruft zu den Waffen. Da erklingen aus den Nebenzimmern Schreckensrufe der Frauen. Lennox erkundigt sich und bringt die Nachricht, dass sich Lady Macbeth selbst getötet habe. Erneut tritt ein Diener ein und meldet verwirrt, dass er gesehen habe, wie sich der Wald selbst in Bewegung gesetzt habe. Alle Anwesenden geraten in Panik, während die Gegner aus dem Wald rufen: „Mort à Macbeth! Gloire à Malcolm!“ Die gegnerischen Soldaten erscheinen, bereit zum Blutbad. Es kommt zum Zweikampf zwischen Macduff und Macbeth. Macduff tötet seinen Gegner und bestimmt Malcolm zum neuen König.

## Gestaltung
Macbeth ist ein Frühwerk Blochs. Die Musik steht in der Tradition von Claude Debussy, Richard Strauss und Gustav Mahler. Die Tonsprache ist schwärmerisch und mit dem Stil des Fin de Siècle verbunden. Die Instrumentation ist reichhaltig und voller chromatischer Farben. Im Metrum herrschen stetige Takt- und Rhythmuswechsel vor. Die Stimmführung ist durch Debussys Pelléas et Mélisande beeinflusst. Das Konzept der Arie ist vergessen. Die Schlafwandelszene der Lady Macbeth im letzten Bild ist ein eher deklamierter als gesungener Monolog, der die geistige Verwirrung der Figur optimal darstellt.

### Instrumentation
Die Orchesterbesetzung der Oper umfasst die folgenden Instrumente:
- Holzbläser: drei Flöten, drei Oboen, vier Klarinetten, vier Fagotte
- Blechbläser: vier Hörner in F, drei Trompeten in C, drei Posaunen, Tuba
- Pauken, Schlagwerk (zwei Spieler): kleine Trommel, Triangel, Tamtam, Glockenspiel, große Trommel, Becken
- Celesta, zwei Harfen
- Streicher
- Bühnenmusik auf der Bühne: kleine Trommel, drei Trompeten, zwei Hörner, drei Flöten, Klavier, Harfe, Glockenspiel, Tamtam

## Geschichte
Ernest Bloch beschäftigte sich ab Dezember 1903 mit dem Gedanken an das Werk, für das der befreundete Schriftsteller Edmond Fleg das Libretto schreiben sollte. Dieses folgt eng der Vorlage Shakespeares. Die ersten Skizzen des Prologs schrieb Bloch im Dezember 1904 im Alter von 24 Jahren. Er arbeitete bis zum September 1909 an dem Werk – nach eigener Aussage im Wald und in den Bergen der Schweiz, wo er sich zunächst ein Jahr lang vollkommen in die Dichtung versenkte, bevor er mit der eigentlichen Kompositionsarbeit begann. Noch vor Fertigstellung der Komposition spielte er Teile daraus vor Publikum in einem Salon im Hause des Sohnes von Georges Bizet, wo es die Sängerin Lucienne Bréval und der Musikkritiker Pierre Lalo hörten und begeistert aufnahmen. Sie brachten Bloch und Fleg ins Gespräch mit dem Direktor der Opéra-Comique, Albert Carré, der sich sofort die Aufführungsrechte innerhalb der nächsten beiden Jahre sicherte. Zur Uraufführung kam es jedoch nach einer Reihe von Intrigen erst am 30. November 1910. Lucienne Bréval, der das Stück auch gewidmet ist, sang darin – trotz ursprünglicher Vorbehalte Carrés – die Partie der Lady Macbeth.
Insgesamt gab es zunächst dreizehn Aufführungen in Paris, die vom Publikum gemischt aufgenommen wurden – entweder begeistert oder mit völliger Ablehnung, letzteres auch aufgrund antisemitischer Stimmungsmache. Die große Mehrheit der Kritiker äußerte sich abfällig. Lediglich der Komponist Ildebrando Pizzetti und Pierre Lalo fanden positive Worte. Letzter bescheinigte dem Werk, abgesehen von einigen oberflächlichen Fehlern, eine tiefe Qualität. Auch das Libretto Flegs fand seine Zustimmung, da es der Vorlage Shakespeares völlig gerecht werde und durch seine prägnante, schnelle und schreckliche Handlung wie eine Verdichtung der Tragödie wirke.
Eine von Bloch autorisierte englische Übersetzung des Librettos stammt von Alex Cohen. Er orientierte sich dabei an Shakespeares Text. Bloch nahm hierfür auch einige notwendige Anpassungen an den rhythmischen Strukturen vor.
Erst im Jahr 1938 wurde das Werk erneut gespielt, diesmal im Teatro San Carlo in Neapel. Die dortigen Aufführungen wurden jedoch aufgrund eines antisemitischen Edikts Mussolinis gestoppt. Spätere Aufführungen in italienischer Sprache (Übersetzung von Mary Tibaldi Chiesa) gab es 1953 in Rom und 1957 in Triest. 1958 wurde es im Théâtre la Monnaie in  Brüssel gegeben und 1959 an der Mailänder Scala. In den USA gab es zunächst 1957 eine verkürzte Fassung mit Klavierbegleitung in Cleveland, dann 1960 an der University of California, Berkeley die erste vollständige Aufführung. 1968 gab es fünf Vorstellungen in Genf, ebenso 1970 an der Baylor University. 1973 wurde es von der Juilliard School New York aufgeführt. Eine Aufführung von 1997 in Montpellier wurde mitgeschnitten und auf CD veröffentlicht,:1866f ebenso eine Aufführung von 1998 im Theater Dortmund. Die englische Fassung wurde 2003 im Theater an der Wien gespielt. 2009 wurde es von der University College Opera in London aufgeführt, 2013 an der Long Beach Opera und 2014 im Harris Theater Chicago und im John C Borden Auditorium New York.
Die beiden Interludien zwischen den Bildern des ersten und des dritten Aktes veröffentlichte Bloch 1938 separat für Aufführungen im Konzertsaal.

## Diskographie
- 1968 – Pierre Colombo (Dirigent), Orchestre de la Suisse Romande.
 Nicola Rossi-Lemeni (Macbeth), Inge Borkh (Lady Macbeth), Frantz Petri (Macduff), Jean Angot (Banquo), Michel Hamel (Duncan), Michel Lecocq (Malcolm).
 Live aus dem Grand Théâtre de Genève.
 Ausschnitte auf Gala GL 100.543.[9][10]
- Februar 1972 – Bryan Fairfax (Dirigent), Polyphonia Orchestra, Ambrosian Singers.
 Rae Woodland, Edmund Bohan, Raimund Herincx, Thomas Hemsley.
 Live.
 Inta’glio INC 007 552 (2 CDs).[11]
- 9. Juli 1975 – José Serebrier (Dirigent), New Philharmonia Orchestra, Ambrosian Singers.
 Ryan Edwards (Macbeth), Helga Dernesch (Lady Macbeth), Robert Lloyd (Macduff), Jon Andrew (Banquo), Mario Rodrigo (Duncan), John Wakefield (Malcolm und Lennox), Elizabeth Tippett (erste Hexe), Christa Leahman (zweite Hexe), Patricia Payne (dritte Hexe).
 Live aus der Royal Festival Hall London.
 Open Reel Tape – mr. tape 4120.[12]
- 26. Juli 1997 – Friedemann Layer (Dirigent), Orchestre Philharmonique de Montpellier Languedoc-Roussillon, Latvian Radio Chorus Vilnius.
 Jean-Philippe Lafont (Macbeth), Markella Hatziano (Lady Macbeth), Jean-Philippe Marlière (Macduff), Jacques Trussel (Banquo), Christer Bladin (Duncan), Ferijs Millers (Malcolm), Philippe Georges (Lennox), Sophie Fournier (erste Hexe), Hanna Schaer (zweite Hexe), Ariane Stamboulides (dritte Hexe).
 Live, konzertant aus Montpellier; ohne das zweite Bild des zweiten Akts.[A 1]
 Actes Sud CD, AT 34100.[6]:1866f
- 5. Dezember 1998 – Alexander Rumpf (Dirigent), Philharmonisches Orchester Dortmund, Chor des Theaters Dortmund.
 Hannu Niemelä (Macbeth), Sonja Borowski-Tudor (Lady Macbeth), Karl-Heinz Lehner (Macduff), Jill-Maria Marsden (Lady Macduff), Thomas de Vries (Banquo), Norbert Schmittberg (Duncan), Frederic Hellgren (Malcolm), Sven Ehrke (Lennox), Marisol Montalvo (erste Hexe), Vera Fischer (zweite Hexe), Susan Benkin (dritte Hexe).
 Live aus dem Theater Dortmund, gekürzt.
 Capriccio 10899/90 (2 CDs).[6]:1868f
- 18. Juli 2003 – Lü Shao-chia (Dirigent), Symphonie-Orchester des ORF Wien, Festival-Chor Klangbogen Wien.
 Donnie Ray Albert (Macbeth), Susan Bullock (Lady Macbeth), Mel Ulrich (Macduff), Sabina Cvilak (Lady Macduff), Andreas Schreibner (Banquo), Wolfgang Müller-Lorenz (Duncan), Stephen Chaundy (Malcolm), Anthony Marber (Lennox), Erla Kollaku (erste Hexe), Christa Ratzenböck (zweite Hexe), Nadia Krasteva (dritte Hexe).
 Englische Fassung; Live aus dem Theater an der Wien.[6]:1870